# Ройстер, Мэри
Мэри Ройстер (англ. Mary Royster; 15 апреля 1875, округ Мекленбург, Вирджиния — 28 декабря 1989, округ Нэш, Северная Каролина) — американская супердолгожительница, которая входит в Список старейших людей в мире, когда-либо зарегистрированных. Она была третьим старейшим живущим человеком в мире на момент своей смерти после Истер Уиггинс и Жанны Кальман и вторым старейшим живущим человеком в Соединенных Штатах после Истер Уиггинс. Её возраст подтвержден LongeviQuest (LQ) и Gerontology Research Group (GRG), он составлял 114 лет 257 дней. До 11 июня 2025 года входила в сотню старейших людей в истории.

## Биография
Ройстер родилась в округе Мекленбург, штат Вирджиния, 15 апреля 1875 года (заявлен 1870 год), старшая из восьми детей, родившихся в семье Чарльза Мэннинга и Джулии Ройстер. В возрасте 10 лет её мать нашла для нее работу по приготовлению пищи для белых семей.
Ройстер была замужем дважды. За своего первого мужа, фермера Фрэнка Уинклера, она вышла в 20 лет, а после его смерти повторно вышла замуж за Джона Ройстера. Всего у неё было девять детей. Всю свою жизнь она была набожной христианкой. На пенсию вышла в 85 лет.
Умерла в больнице Роки-Маунт в округе Нэш, Северная Каролина, США, 28 декабря 1989 года в возрасте 114 лет и 257 дней.

## Рекорды долголетия
- 15 апреля 1985 года стала супердолгожителем

- 11 января 1988 года, после смерти 114-летней Флоренс Кнапп стала старейшим жителем США.